# Найчарівніша і найпривабливіша
«Найчарівніша і найпривабливіша» (рос. «Самая обаятельная и привлекательная») — радянський художній фільм 1985 року, поставлений режисером Геральдом Бежановим з Іриною Муравйовою в головній ролі.

## Сюжет
У інженерки Наді Клюєвої максимум громадського, але мінімум особистого життя, хоча їй вже за тридцять. Єдиною її розвагою є гра в настільний теніс в парі зі своїм старим знайомим Геною, який закоханий в Надю.
Все змінюється, коли Надя випадково зустрічає свою шкільну подругу Сусанну, що працює соціологинею. Сусанна, з'ясувавши, що Надя все ще неодружена, вирішує «налагодити життя» старої подруги, навчивши її «наукових» методів зваблювання. Заодно вона допомагає їй вибрати об'єкт атаки: вибір падає на модного красеня-меломана Володю Смирнова — колегу Наді, улюбленця жінок.
Сусанна велить подрузі заповнити психологічні анкети на себе і на Володю, які збирається «обробити» на ЕОМ, зводить Надю з фарцовщиком, щоб той одягнув її по моді, дає їй інструкції-пояснення, як поводитися й що робити. Цих інструкцій Надя старанно дотримується, потрапляючи при цьому в незручні й певною мірою кумедні ситуації. Все, проте, йде за планом — за винятком бажаного результату — інтересу Володі до неї. Замість цього на Надю звертають увагу інші її колеги — Льоша Пряхін і Міша Дятлов. Обох Надя навіть не розглядає як можливі варіанти: перший занадто простий, а у другого — сім'я.
Сусанна тим часом пропонує черговий безпомилковий засіб — запросити Володю на дефіцитний концерт. Однак цей варіант обертається для Наді образливим приниженням: Володя приходить на концерт з іншою дівчиною, і стає остаточно ясно, що як жінка Надя йому абсолютно нецікава. Надя поступово приходить до висновку, що вся «наукова» методика зваблювання — дурниця, і остаточно переконується в цьому після того, коли раптом з'ясовується, що Сусанна не може утримати від зрад власного чоловіка.
Зрештою, вона знову приходить грати в настільний теніс із Геною і розуміє, що він і є її доля.

## У ролях
- Ірина Муравйова — Надя Клюєва
- Тетяна Васильєва — Сусанна, шкільна подруга Наді
- Олександр Абдулов — Володя Смирнов
- Леонід Куравльов — Міша Дятлов
- Михайло Кокшенов — Льоша Пряхін
- Лариса Удовиченко — Люся Виноградова
- Людмила Іванова — Клавдія Матвіївна Степанкова, колега Наді по бюро
- Володимир Носик — Гена Сисоєв, напарник Наді по грі в настільний теніс
- Лев Перфілов — Петро Васильович, начальник бюро
- Любов Соколова — Мати Наді
- Олександр Ширвіндт — Аркадій, чоловік Сусанни
- Катерина Куравльова — Лариса
- Віра Сотникова — Світа, подруга Володі (озвучує Наталія Гурзо)

В епізодах:
- Ігор Ясулович — фарцовщик
- Вероніка Ізотова — попутниця в поїзді
- Віктор Іллічов — попутник, чоловік попутниці
- Віктор Філіппов — міліціонер
- Гурам Абесадзе — працівник торгівлі
- Георгій Мартиросян — друг «працівника торгівлі»
- Людмила Карауш — адміністраторка готелю
- Геральд Бежанов чоловік, на вулиці який запитав, котра година
- Анатолій Ейрамджан — пасажир в автобусі, який сидів поруч із Сусанною

## Знімальна група
- Автори сценарію: —
  - Геральд Бежанов
  - Анатолій Ейрамджан
- Режисер-постановник: — Геральд Бежанов
- Оператор-постановник: — Валентин Піганов
- Художник-постановник: — Євген Виницький
- Композитор: — Володимир Рубашевський
- Автор тексту пісні: — Володимир Шльонський
- Директорка фільму: — Галина Белінська